# Direction de l'Architecture et du Patrimoine
La Direction de l'Architecture et du Patrimoine (DAPA) est un ancien service de l'administration centrale du ministère français de la Culture, chargé de l'architecture et du patrimoine (en particulier des monuments historiques).

## Histoire
La Direction de l'Architecture et du Patrimoine est créée par un décret du 21 septembre 1998. Elle succède à la Direction du Patrimoine, créée en 1978, pour regrouper ce qui restait de l'ancienne Direction de l'Architecture (monuments historiques et anciens « bâtiments civils » devenus « constructions publiques ») et les services, autonomes depuis 1964, de l'archéologie et de l'inventaire général, auxquels s'ajoute une mission du patrimoine photographique.
Dans la nouvelle organisation du Ministère mise en place par le décret no 2009-1393 du 11 novembre 2009, la DAPA est intégrée à compter du 13 janvier 2010 dans la Direction générale des Patrimoines, devenue en 2020 la Direction générale des Patrimoines et de l'Architecture, au sein de laquelle elle est divisée entre un service de l'architecture et un service du patrimoine.

## Directeurs
| Directeur                                     | Décret de nomination | Décret de nomination |
| --------------------------------------------- | -------------------- | -------------------- |
| Directeurs de l'Architecture                  |                      |                      |
| René Perchet                                  | 1959                 |                      |
| Max Querrien                                  | 21 mai 1963          | [ a ]                |
| Michel Deneuil                                | 30 octobre 1968      | [ b ]                |
| Alain Bacquet                                 | 3 novembre 1971      | [ c ]                |
| Jean-Philippe Lachenaud                       | 15 janvier 1977      | [ d ]                |
| Directeurs du Patrimoine                      |                      |                      |
| Christian Pattyn (d)                          | 13 octobre 1978      | [ e ]                |
| Jean-Pierre Weiss                             | 8 novembre 1983      | [ f ]                |
| Thierry Le Roy                                | 6 février 1986       | [ g ]                |
| Jean-Pierre Bady                              | 27 juin 1986         | [ h ]                |
| Christian Dupavillon (d)                      | 13 juillet 1990      | [ i ]                |
| Maryvonne de Saint-Pulgent                    | 12 juillet 1993      | [ j ]                |
| François Barré (par intérim)                  | 4 septembre 1997     | [ k ]                |
| Directeurs de l'Architecture et du Patrimoine |                      |                      |
| François Barré                                | 23 septembre 1998    | [ l ]                |
| Wanda Diebolt                                 | 28 septembre 2000    | [ m ]                |
| Michel Clément                                | 9 janvier 2003       | [ n ]                |